# Naissance en 854
Naissance
- 850
- 851
- 852
- 853
- 854
- 855
- 856
- 857
- 858

Cette page dresse une liste de personnalités nées au cours de  l'année 854 :
- Narayanapala, sixième empereur de la dynastie Pala.
- As-Suli, historien et joueur d'échecs arabe.
- Cui Yin (en), ministre chinois de la dynastie Tang.

## Crédit d'auteurs
- Cet article est partiellement ou en totalité issu de l'article intitulé « 854 » (voir la liste des auteurs).